# هندريك شين وسين
هندريك شين وسين (بالهولندية: Henk Chin A Sen)‏ (و. 1934 – 1999 م) هو سياسي من سورينام .